# Stolpsee
Der Stolpsee ist ein natürlicher See im Norden des Landes Brandenburg.

## Geographie
Der Stolpsee liegt auf dem Gebiet des Ortsteils Himmelpfort der Stadt Fürstenberg/Havel im Naturraum des Neustrelitzer Kleinseenlandes. Er ist das östliche Glied einer Seenreihe im Zungenbecken der Fürstenberger Eisrandlage, vor dem Durchbruch der Havel durch die Fürstenberger Endmoränenstaffel. Das Ufer des Stolpsees ist wenig gegliedert. Nur im Südwesten ragt eine Halbinsel in den See hinein. Dem trichterförmigen Ausfluss der Havel im Süden ist eine kleine Insel vorgelagert. Sein Wasserspiegel bedeckt eine Fläche von 371 ha und liegt auf einer Höhe von 52 m ü. NHN. Das Wasser der Havel tritt von Fürstenberg/Havel kommend im Westen in den See ein und verlässt ihn im Süden Richtung Bredereiche und Zehdenick. Im Nordosten verbindet die Woblitz den Stolpsee mit den Seen um Lychen (Lychener Gewässer). Die maximale Tiefe des Stolpsees beträgt 13 Meter bei einer ungefähren Länge von 3,6 Kilometer und einer Breite bis 1,4 Kilometer.

## Geschichte
Der See wurde bereits 1299 erstmals urkundlich genannt (stagnum Stolp). Er gehörte neben 38 anderen namentlich genannten Seen zur Erstausstattung des Klosters Himmelpfort. Das Kloster erhielt vom brandenburgischen Markgrafen das alleinige Nutzungsrecht. Die altpolabische Grundform *Stolp- zu *stolp, p.słup, č sloup, = Säule, Balken, wurde als eine Vorrichtung im Fluss zum Fischfang oder Fischzucht interpretiert. Die andere Möglichkeit der Interpretation bezieht sich auf Pfähle oder Pfosten auf Verkehrswegen oder Flussübergängen. Letzteres trifft auf Stolp zu. Bei Stolp war sicher ein Flussübergang (über die Woblitz); in der Stiftungsurkunde von 1299 wurde eine Lokalität Stolpenbrück genannt, die sicher in der Nähe des Dorfes Stolp gelegen hat.
Angeblich hat ein SS-Kommando kurz vor dem Ende des Zweiten Weltkriegs 18 Kisten mit 350 kg Gold und 100 kg Platin durch KZ-Häftlinge im Stolpsee versenken lassen. Anschließend sollen die Häftlinge erschossen worden sein. Das Gold soll ein Teil des von Hermann Göring in den Kriegsjahren geraubten Goldes gewesen sein. 1981 informierte der Stern-Redakteur Gerd Heidemann die Führung des Ministeriums für Staatssicherheit über den mutmaßlichen Schatz, das daraufhin ohne Ergebnis die Operation „Nazi-Gold“ durchführte.
Auf der im Südwesten in den See hinein ragenden Halbinsel war zu DDR-Zeiten ein Ferienlager des VEB Synthesewerk Schwarzheide untergebracht (Lage). Heute ist dort eine Jugendsuchthilfe des Evangelischen Johannesstifts Jugendhilfe gGmbH untergebracht. Der See wird von der Seenfischerei Himmelpfort GbR und FB Gensch bewirtschaftet.
Der Stolpsee ist Bestandteil der 97 Kilometer langen Bundeswasserstraße Obere Havel-Wasserstraße (OHW) der Wasserstraßenklasse I; zuständig ist das Wasserstraßen- und Schifffahrtsamt Oder-Havel.

## Ökologie
Der Stolpsee ist eutroph und fast völlig von breitem Schilfröhricht umgeben. Hinter dem Ufer schließen sich Flachmoorflächen, Feuchtwiesen und Erlenbruchwälder an. Im Südosten liegt das Waldgebiet der Himmelpforter Heide. Aufgrund starker Wellenbildung treten Wasserpflanzenbestände nur in geschützten Buchten auf. Der Stolpsee ist Teil des Landschaftsschutzgebiets Fürstenberger Wald- und Seengebiet und gehört somit zum Naturpark Uckermärkische Seen.